# Inha Oriechowa
Inha Oriechowa (ukr. Інга Орєхова; ur. 10 listopada 1989 w Sewastopolu) – ukraińska koszykarka, występująca na pozycji silnej skrzydłowej, posiadająca także austriackie obywatelstwo, od 2024 zawodniczka DBB Wels.

## Osiągnięcia
Na podstawie, o ile nie zaznaczono inaczej.

### NCAA
- Uczestniczka II rundy rozgrywek turnieju NCAA (2013)
- Zaliczona do:
  - II składu AAC (2014)
  - składu Big East honor roll (marzec 2013)

### Drużynowe
- Mistrzyni:
  - Finlandii (2022)[4]
  - Austrii (2024)[5]
- Zdobywczyni pucharu:
  - Finlandii (2022)[4]
  - Austrii (2024)[5]
- Uczestniczka rozgrywek Eurocup (2014–2016)

### Indywidualne
(* – nagrody przyznane przez portal eurobasket.com)
- MVP finałów ligi austriackiej (2024)[5]
- Defensywna zawodniczka roku ligi austriackiej (2024)[5]
- Zaliczona do*:
  - I składu ligi austriackiej (2024)[5]
  - II składu ligi austriackiej (2025)[6]
  - składu honorable mention ligi fińskiej (2022)[4]
- Liderka w przechwytach ligi austriackiej (2024 – 3,2)[5]